# دی بلاسی

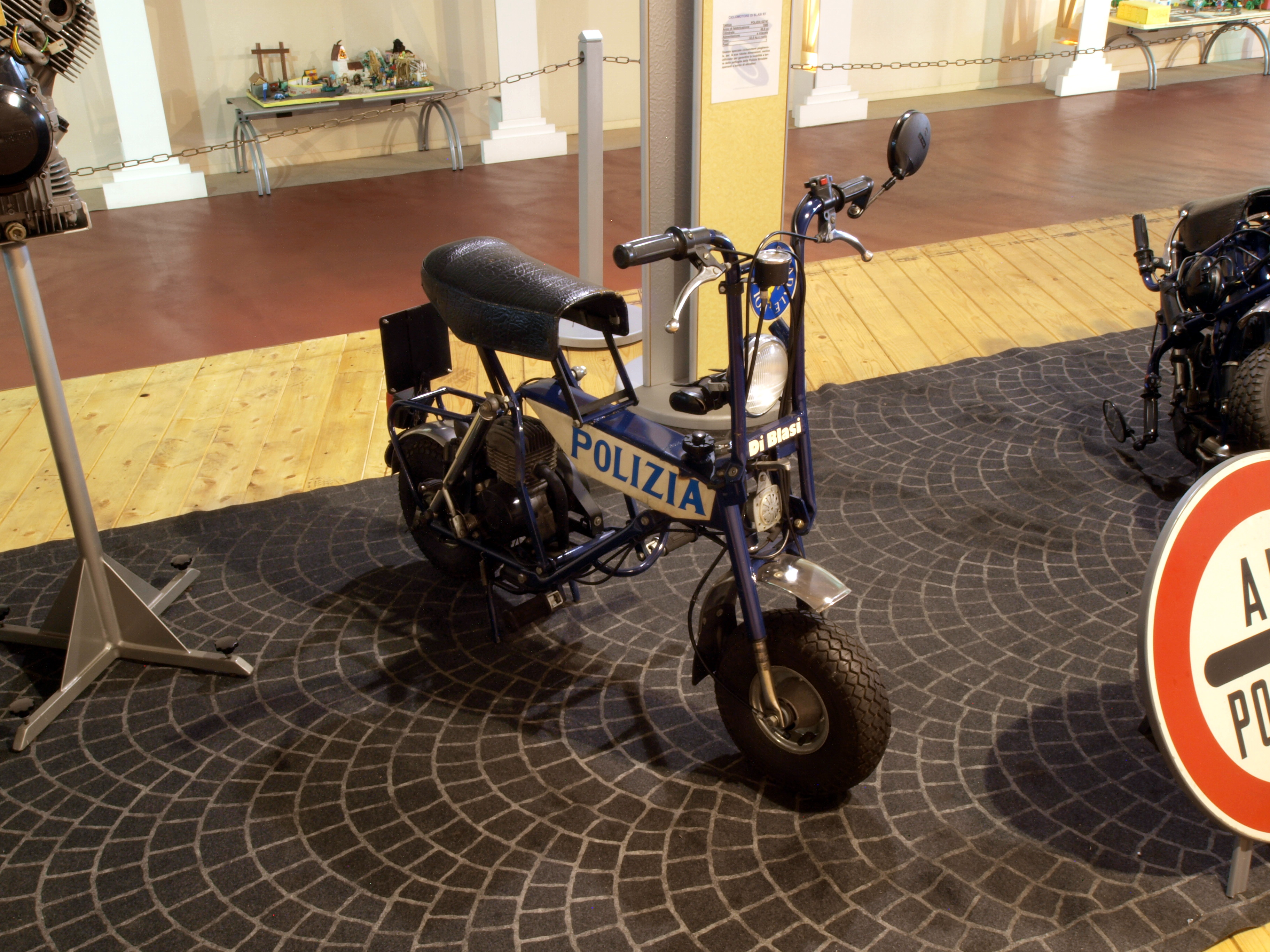
یک موتور پلیس در ایتالیا، محصولی از شرکت دی بلاسی - ۲۰۱۱

دی بلاسی (انگلیسی: Di Blasi) شرکت دوچرخه‌سازی ایتالیایی است، که در سال ۱۹۷۴ تأسیس شد.